# Prezident Černé Hory

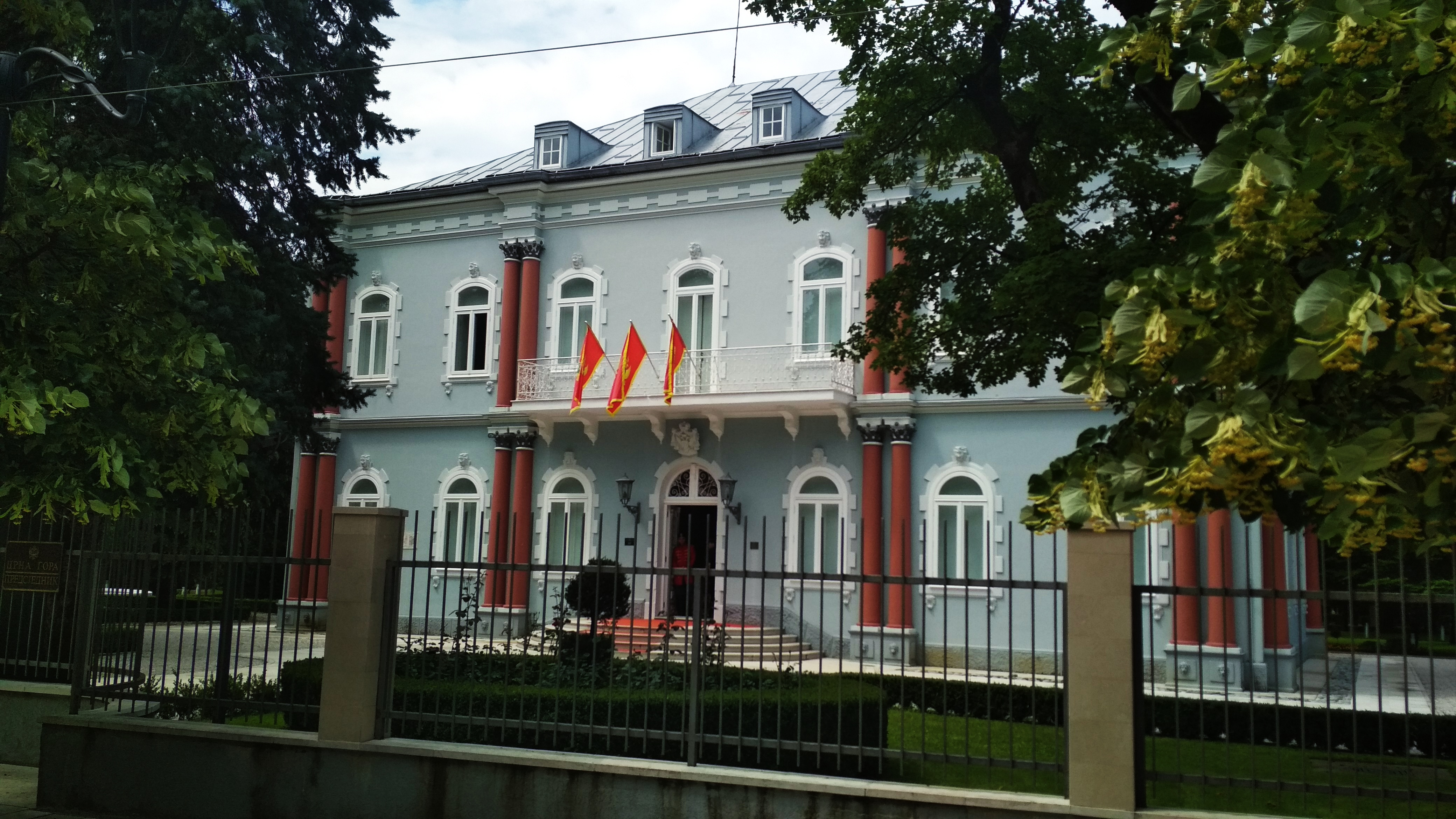
Modrý palác v Cetinje, oficiální sídlo prezidenta Černé Hory.

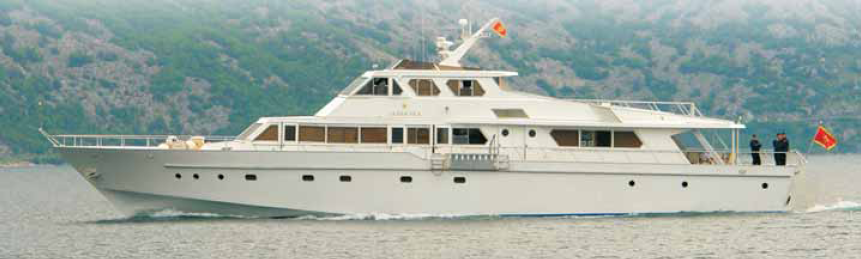
Prezidentská jachta "Jadranka".

Prezident Černé Hory (černohorsky: Предсједник Црне Горе, romanizováno: Predsjednik Crne Gore) je hlavou státu Černá Hora. Současným prezidentem je od 20. května 2023 Jakov Milatović. Oficiálním sídlem prezidenta je Dom Revolucije v Nikšići.
Prezident je ústavně omezen na dvě pětiletá funkční období. Kandidát musí být občanem Černé Hory a musel tam žít alespoň deset z předchozích patnácti let.

## Období
Podle ústavy Černé Hory, článku 97:
- Prezident Černé Hory je volen na pětileté funkční období.
- Tatáž osoba může být zvolena prezidentem Černé Hory ve dvou funkčních obdobích.
- Prezident Černé Hory se ujme své funkce dnem složení slibu před poslanci parlamentu.
- Zanikne-li mandát prezidenta za válečného stavu nebo za výjimečného stavu, prodlužuje se mandát nejdéle o 90 dnů po skončení okolností, které tento stav způsobily.
- Prezident Černé Hory nebude vykonávat žádnou jinou veřejnou službu.

## Prezidentské povinnosti
Podle ústavy Černé Hory, článku 95, prezident Černé Hory:
1. Zastupuje Černou Horu v tuzemsku i v zahraničí.
2. Velí armádě na základě rozhodnutí Rady obrany a bezpečnosti.
3. Vyhláškou vyhlašuje zákony
4. Určuje datum voleb do parlamentu.
5. Navrhuje Parlamentu: kandidáta na předsedu vlády po konzultaci se zástupci politických stran zastoupených v Parlamentu; předsedu a soudce Ústavního soudu; ochránce lidských práv a svobod.
6. Jmenuje a odvolává velvyslance a vedoucí dalších diplomatických misí Černé Hory v zahraničí na návrh vlády a po obdržení stanoviska parlamentního výboru odpovědného za mezinárodní vztahy.
7. Přijímá akreditační dopisy a revokační dopisy zahraničních diplomatů.
8. Uděluje ocenění, medaile a vyznamenání Černé Hory.
9. Uděluje amnestii.
10. Plní další úkoly stanovené Ústavou nebo zákonem.

### Plnění povinností
Podle ústavy Černé Hory, čl. 99, v případě zániku mandátu prezidenta Černé Hory do zvolení nového prezidenta, jakož i v případě dočasné neschopnosti prezidenta vykonávat jeho povinností, tuto povinnost plní předseda parlamentu Černé Hory.

## Vyhlašování zákonů
Podle článku 94 ústavy Černé Hory prezident Černé Hory podepisuje zákon do sedmi dnů ode dne přijetí zákona, to znamená do tří dnů, pokud byl zákon přijat v urychleném řízení, nebo zákon zašle zpět do parlamentu k novému rozhodovacímu procesu. Prezident Černé Hory musí podepsat znovu přijatý zákon.

## Prezidentské volby 2023
| Kandidát                                                    | Kandidát                  | Strana                         | První kolo | První kolo | Druhé kolo | Druhé kolo |
| Kandidát                                                    | Kandidát                  | Strana                         | Hlasy      | %          | Hlasy      | %          |
| ----------------------------------------------------------- | ------------------------- | ------------------------------ | ---------- | ---------- | ---------- | ---------- |
|                                                             | Jakov Milatović           | Evropa teď!                    | 97 867     | 28,92      | 221 592    | 58,88      |
|                                                             | Milo Đukanović            | Demokratická strana socialistů | 119 685    | 35,37      | 154 769    | 41,12      |
|                                                             | Andrija Mandić            | Demokratická fronta            | 65 393     | 19,32      |            |            |
|                                                             | Aleksa Bečić              | Demokratická Černá Hora        | 37 562     | 11,10      |            |            |
|                                                             | Draginja Vuksanovićová    | Sociálně demokratická strana   | 10 669     | 3,15       |            |            |
|                                                             | Goran Danilović           | Spojená Černá Hora             | 4 659      | 1,38       |            |            |
|                                                             | Jovan Radulović           | Nezávislý                      | 2 574      | 0,76       |            |            |
| Celkem                                                      | Celkem                    | Celkem                         | 338 409    | 100,00     | 376 361    | 100,00     |
|                                                             |                           |                                |            |            |            |            |
| Platné hlasy                                                | Platné hlasy              | Platné hlasy                   | 338 409    | 97,43      | 376 361    | 98,97      |
| Neplatné/prázdné hlasy                                      | Neplatné/prázdné hlasy    | Neplatné/prázdné hlasy         | 8 924      | 2,57       | 3 920      | 1,03       |
| Celkový počet hlasů                                         | Celkový počet hlasů       | Celkový počet hlasů            | 347 333    | 100,00     | 380 281    | 100,00     |
| Registrovaní voliči/účast                                   | Registrovaní voliči/účast | Registrovaní voliči/účast      | 542 154    | 64,07      | 542 154    | 70,14      |
| Zdroj: Státní volební komise, Rozhlas a televize Černé Hory |                           |                                |            |            |            |            |

## Prezidenti

### Bývalí držitelé úřadu

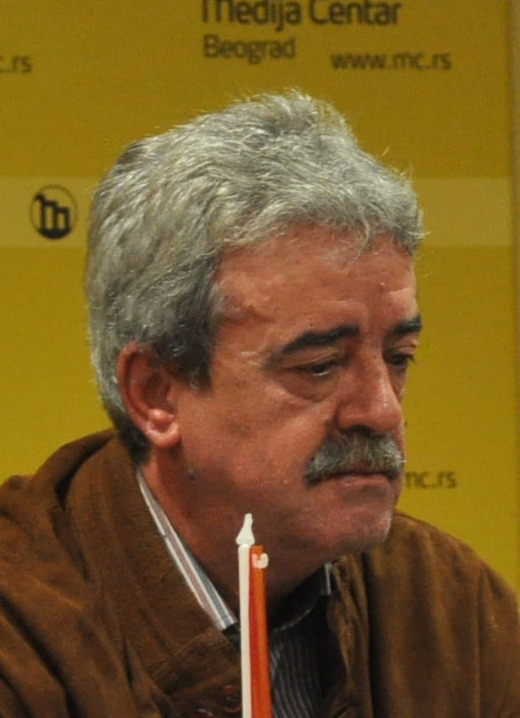
1. Momir Bulatović 1990–1998 (1956–2019)
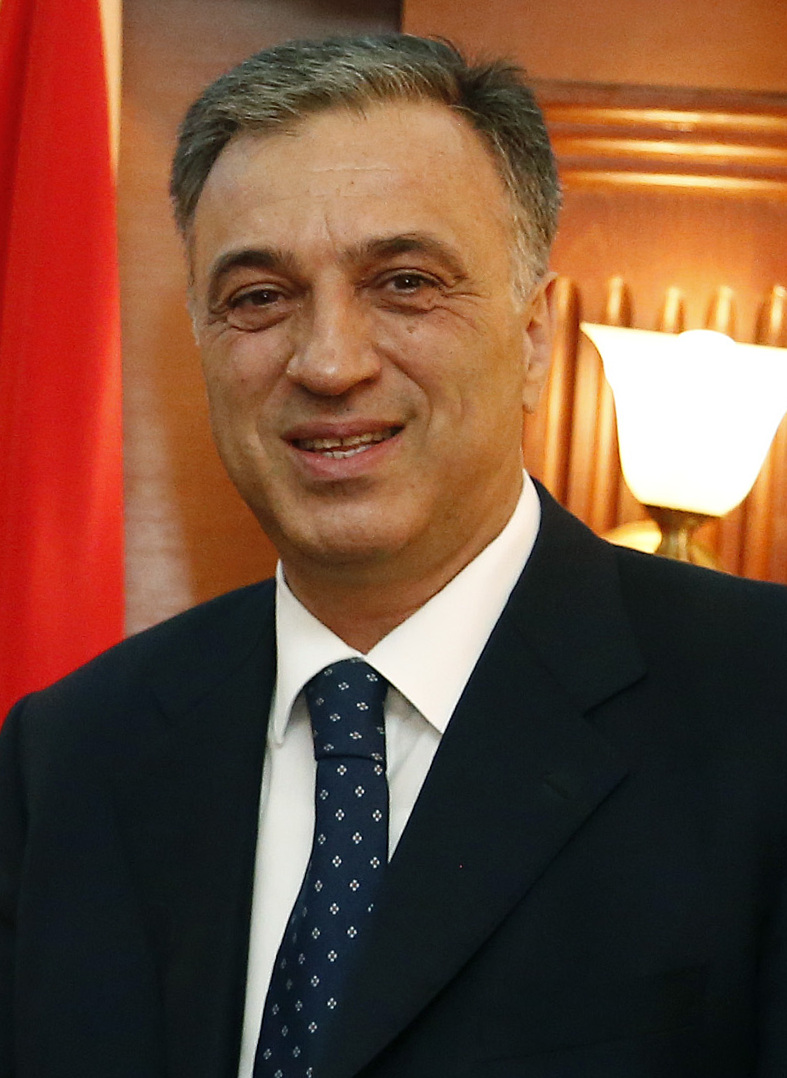
3. Filip Vujanović 2003–2018 (* 1954)
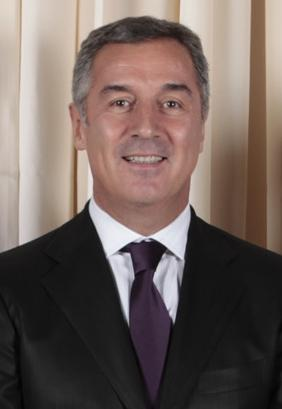
2. a 4. Milo Đukanović 1998–2003 a 2018–2023 (* 1962)

## Prezidentské standarty

Prezidentská standarta na zemi
Prezidentská standarta na vodě